# 地板式送风空调系统

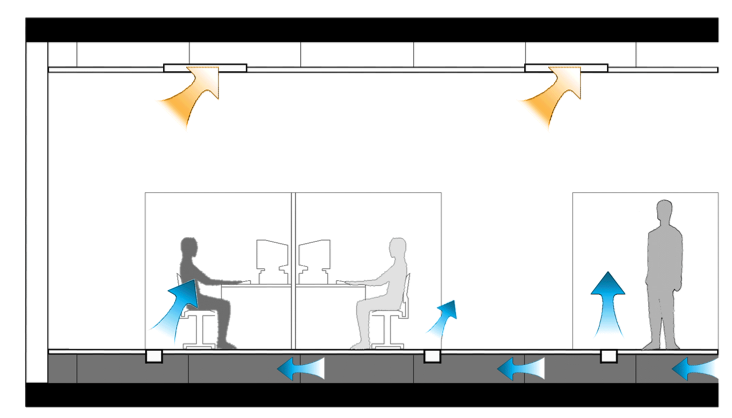
地板式送风空调系统中的空气流动图

地板式送风空调系统(UFAD) 是一种通风策略，用于在建筑物中提供通风和空调，作为暖通空调系统设计的一部分。 地板式送风空调系统使用位于结构混凝土板和高架地板系统之间的地板下部空间，为位于或接近占用空间内地板水平的送风出口（通常是地板扩散器）供应经过空调调节的空气。空气从房间的天花板高度或占用区域上方的最高处排出。 
地板式送风空调系统利用空气的自然浮力并产生空气分层现象：房间的下部供应新鲜的空调空气，产生几乎是空气置换的效应，并且几乎没有空气再循环；分层的上部区域集中了较温暖、混合均匀的空气和更多的污染物。这种现象可以更有效地供应和调节使用者附近的空气，并将废气从使用者身上抽走。 
地板式送风空调可以带来优于传统中央空调系统几个潜在优势，包括降低全周期建筑成本；提高热舒适度、居住者满意度和工作效率；改善通风效率、室内空气质量和健康；减少建筑能耗；并降低新建筑的楼板构造高度。 
地板式送风空调系统最初是在 1950 年代引入的，用于具有高热负荷和高架地板系统的房间（例如计算机房、控制中心等）。 该系统于 1970 年代引入西德的办公楼，并增加了使用者可以控制的局部供应扩散器。如今，地板式送风空调系统已在欧洲、南非和日本获得广泛认可。 
地板式送风空调系统通常用于办公楼，尤其是需要高架地板进行电缆管理的开放式办公室和其他需要空间灵活性的场所。地板式送风空调适用于多种不同的建筑类型，包括商业、学校、教堂、机场、博物馆、图书馆等。 在北美使用地板式送风空调系统的著名建筑包括纽约时报大厦、美国银行大厦和旧金山联邦大厦。在 地板式送风空调系统的施工阶段需要仔细考虑，以确保密封良好的气室，避免地板式送风空调下部空间中的供应空气泄漏。

## 地板式送风空调系统描述
地板式送风空调系统依靠空气处理装置过滤和调节空气以达到适宜的的空气质量，然后将其输送到占用区域。传统中央空调系统通常使用通风管道来分配空气，而 地板式送风空调系统则使用高架地板的地板下空间通风。增压室通常高出结构混凝土板0.3和0.46（12和18英寸） ，尽管更低的高度也是可能的。  特别设计的地板扩散器被用作空气供应出口。 最常见的地板式送风空调系统配置包括一个中央空气调节单元，通过加压通风系统输送空气，并通过地板扩散器输送到空间中。其他方法可能包括在插座、地板下管道、桌面通风口配备的的带风扇的出风单元或连接到个人环境控制系统。 

## 地板式送风空调系统空气供给和分层
热分层是根据相对密度对内部空气进行分层的过程的结果。由此产生的空气层是一个垂直梯度，下面是高密度和较冷的空气，上面是低密度和较暖的空气。 由于空气的自然对流运动，分层主要用于冷却条件。 

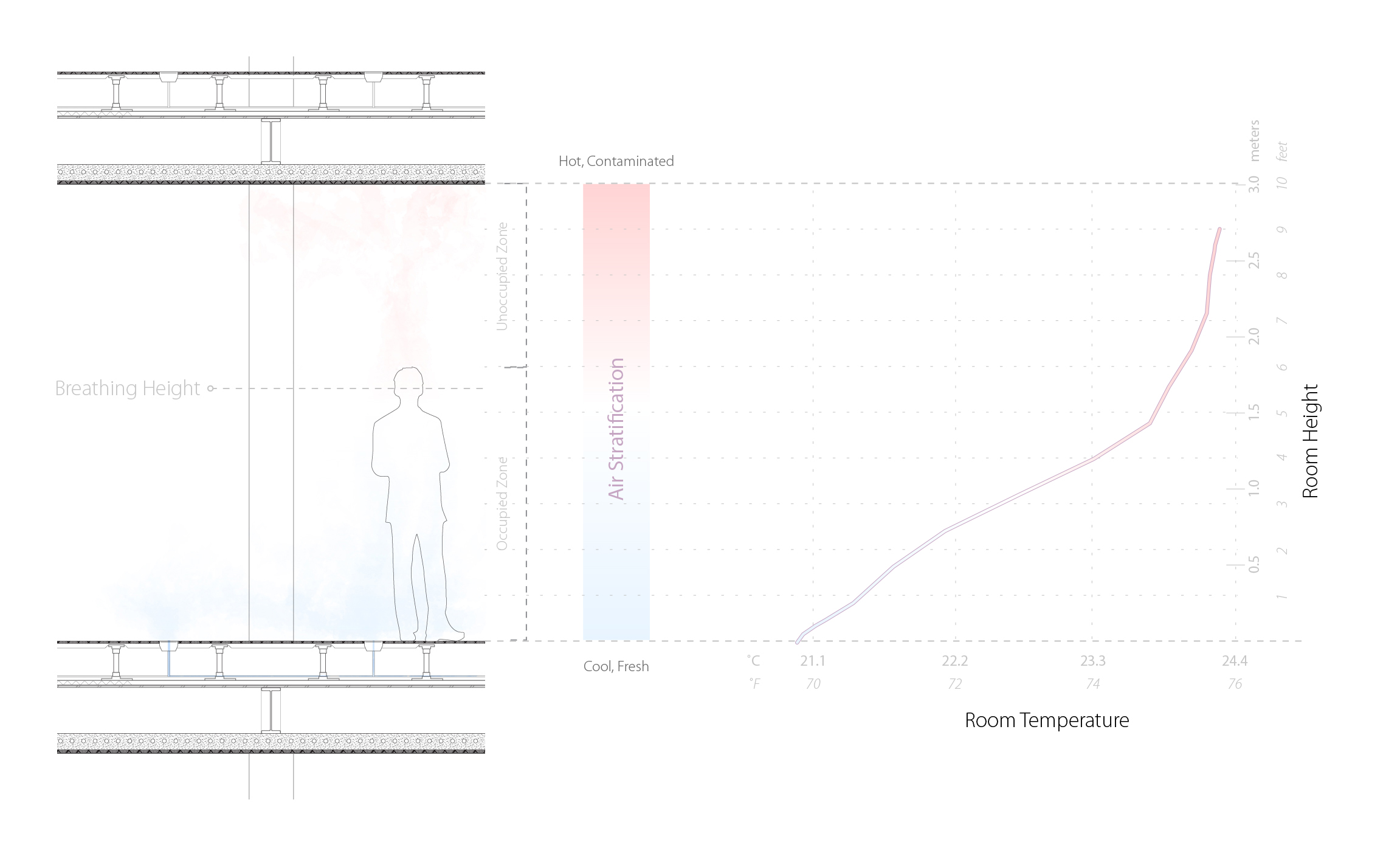
空气分层利用热浮力在使用者水平分层提供高质量空气，在使用者区域之外则不对空气进行调节。

地板式送风空调系统利用了热空气因热浮力而上升时发生的自然分层。在 地板式送风空调系统设计中，经过调节的空气停留在房间较低的占用部分，而居住者和设备等热源会产生热羽流，这些热羽流将暖空气和热源产生的污染物带到天花板，在那里它们通过回流排出空气管道。  地板式送风空调系统创建的温度分层对空间设定点有影响。使用者的大部分身体所在的区域温度低于恒温器高度处的温度；因此，与传统的架空系统相比，目前的做法建议提高恒温器设定点。最佳通风策略控制供应出口，以将供应空气与室内空气的混合限制在刚好低于空间的呼吸高度。超过这个高度，就允许出现分层和更污染的空气。与传统的均匀混合系统相比，使用者呼吸的空气中污染物浓度得以降低。 
地板式送风空调系统的理论行为基于置换通风的羽流理论。与低速输送空气的经典置换通风 (DV) 系统相比，典型的 地板式送风空调系统通过具有更高送风速度的地板扩散器输送空气。除了增加混合量（因此与 置换通风系统相比可能会降低通风性能）之外，这些更强大的送风条件还会对居住区域的室内空气分层和热舒适性产生重大影响。因此，这种分层的控制和优化对于 地板式送风空调系统的设计和规模、节能运行和舒适性能至关重要。 
许多因素，包括天花板高度、扩散器特性、扩散器数量、送风温度、总流量、冷负荷和调节模式等都会影响 地板式送风空调系统的通风效率。 涡流和穿孔地板面板扩散器已被证明会在占用区域产生低气流速度，而线性扩散器会在占用区域产生最高速度，扰乱热分层并构成潜在的气流牵引风险。 此外，地板扩散器增加了使用者触及范围内的个人控制元素，因为用户可以通过旋转扩散器顶部来调节扩散器输送的空气量。

## 应用特点

### 地板式送风空调系统冷负荷

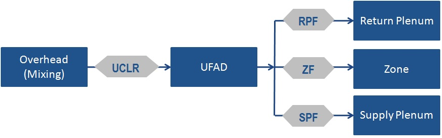
计算过程的流程图显示了中央空调系统计算的冷却负荷转换为 地板式送风空调系统冷却负荷，然后在供应室、区域（房间）和返回室之间划分。

地板式送风空调系统和架空系统的冷负荷曲线不同， 主要是由于与质量较重的结构楼板相比，重量较轻的高架地板具有蓄热效果。高架地板的存在降低了板材储存热量的能力，从而与没有高架地板的系统相比，具有高架地板的系统产生更高的峰值冷却负荷。在中央空调系统中，特别是在边缘区域，部分进入的太阳辐射热在白天储存在楼板中，从而减少峰值区域制冷负荷，然后热量在系统关闭时在夜间释放。在地板式送风空调系统中，高架地板的存在将吸收太阳能的大块地板转变为重量更轻的材料，从而导致相对较高的峰值区域冷负荷。 基于 EnergyPlus 模拟的建模研究表明，通常，地板式送风空调系统的峰值冷却负荷比中央空调冷却负荷高 19%，并且地板式送风空调系统总冷却负荷的 22% 和 37% 进入周边和内部的供气室。 
Center for the Built Environment 制定了一个新的指标：地板式送风空调系统冷负荷比（UCLR），定义为地板式送风空调系统计算的峰值冷负荷与混合良好的中央空调系统的峰值冷负荷之比，以计算每个区域内地板式送风空调系统冷负荷以及中央空调（混合良好）系统的峰值冷却负荷。 UCLR 由区域类型、楼层和区域方向决定。 供气室比例 (SPF)、区域比例 (ZF) 和 回气室比例 (RPF) 的含义类似，用于计算供气室、区域和回气室冷却负荷。 

### 地板式送风空调系统和能耗
地板式送风空调系统系统的能源评估尚未完全正式完成，但它是非常有前景的。研究表明，与基于天花板的空气分配 (CBAD) 相比，地板式送风空调系统可节省高达 30% 的能源，因为它具有较低的压降和较低的气流速率。 典型的增压室压力为25帕斯卡（0.0036磅力每平方英寸） （0.1英寸水柱体积）或更小。  地板式送风空调系统特别适用于天花板高度较高的建筑，节能效果更为明显。由于地板式送风空调系统是通过使用不同类型的分配配置和出口的高架地板供气来实现的，因此系统高效运行的关键是确保热分层的建立。 未全效运行的地板式送风空调系统无法达到系统预设的能耗节约。 此外，节能调查表明，这个数量因位于不同气候的建筑物而异，建议在设计合适的 HVAC 系统之前进一步研究调查这个因素。 UFAD系统在正常天气条件下提供最佳节能效果；节能能力在太热或太冷的气候下有所下降。 另一方面，批评者质疑地板式送风空调系统系统是否能够在实践中提高能源效率，因目前的系统缺乏严格的研究和测试来解释不同气候、系统设计、热舒适性和空气质量下系统的运行情况。有限的模拟工具、缺乏设计标准和相对稀缺的示例项目加剧了这些问题。  